# Amy Wright
Amy Wright (Chicago, 15 aprile 1950) è un'attrice statunitense, attiva dal 1975 in cinema, teatro e televisione.

## Biografia
Cresciuta nel Midwest, è apparsa come attrice caratterista in numerosi film. Diplomata Beloit College e alla University of Chicago, alterna l'attività di interprete a quella di insegnante di recitazione allo HB Studio di New York.

### Teatro
In questa città aveva debuttato nel 1975 in teatro lavorando con l'attore Rip Torn - che le fece da pigmalione - al Sanctuary Theater nella produzione Agnes and Joan. A quel tempo Torn era ancora sposato con l'attrice Geraldine Page (da cui mai divorziò) e intraprese con la giovane Amy una relazione sentimentale clandestina, da cui nacquero due figlie. Quando poi nel 1987 Torn rimase vedovo, i due convolarono a nozze. Dotata di uno sguardo dolce, Amy è stata impiegata in teatro in numerose produzioni di qualità.
Nel 1976 ottenne il suo primo notevole successo interpretando il ruolo di un'adolescente colpita da paralisi in The Rimers of Eldrich di Lanford Wilson. Due anni dopo, nel 1978, lo stesso Wilson scrisse per lei il ruolo di un'adolescente in Fifth of July, rappresentato off-Broadway per poi passare a Broadway nel 1980. Nel 1983 ottenne il Drama Desk Award per la sua interpretazione nella commedia Noises off (da cui è stato tratto il film Rumori fuori scena).

### Cinema
Fra i film da lei interpretati figurano Il cacciatore (1978), Heartland (1979), All American Boys (1979) e Amityville Horror (1979), I ragazzi del Max's bar (1980), Stardust Memories (1980) con Woody Allen), Turista per caso (1988), in cui interpretò il ruolo di Rose, l'eccentrica sorella del protagonista Macon (William Hurt), La lettera scarlatta (1995), Le avventure di Tom Sawyer e Huck Finn (1995), Il destino nel nome - The Namesake (2006).

### Televisione
Per la televisione ha partecipato a film tv e, come guest star, al serial televisivo Law & Order: Criminal Intent.

## Filmografia parziale

### Cinema
- Il cacciatore (The Deer Hunter), regia di Michael Cimino (1978)
- All American Boys (Breaking Away), regia di Peter Yates (1979)
- Amityville Horror, regia di Stuart Rosenberg (1979)
- Heartland, regia di Richard Pearce (1979)
- Stardust Memories, regia di Woody Allen (1980)
- I ragazzi del Max's bar (Inside Moves), regia di Richard Donner (1980)
- Turista per caso (The Accidental Tourist), regia di Lawrence Kasdan (1988)
- Doppio inganno (Deceived), regia di Damian Harris (1991)
- La lettera scarlatta (The Scarlet Letter), regia di Roland Joffé (1995)
- Le avventure di Tom Sawyer e Huck Finn (Tom and Huck) regia di Peter Hewitt (1995)
- Il destino nel nome (The Namesake), regia di Mira Nair (2006)

### Televisione
- Law & Order: Criminal Intent – serie TV, episodio 5x05 (2005)

## Doppiatrici italiane
Nelle versioni in italiano delle opere in cui ha recitato, Amy Wright è stata doppiata da:
- Marina Tagliaferri in Turista per caso
- Barbara Castracane in Doppio inganno
- Patrizia Scianca in Law & Order: Criminal Intent